# Величковский, Яков (церковный деятель)
Яков Величковский (XVII век — не ранее 1737) — церковный, общественный, политический и образовательный деятель Левобережной Украины.
Очевидно, происходил из козацко-старшинского рода Полтавского полка. В 1720-х годах учился в богословском классе Киево-Могилянской академии. После окончания получил должность Полтавского протопопа. Академические знания помогли ему стать членом одного из духовных судов на Полтавщине. Вскоре Величковский вошёл в первый состав специальной кодификационной комиссии по созданию свода писаных правовых норм Украины, в которой работал на протяжении 1728—1735 годов. Эта комиссия подготовила выдающийся памятник украинской правовой мысли XVIII века «Права, по которым судится малороссийский народ» (1743).
В 1736—1737 годах преподавал в Киево-Могилянской академии. Дальнейшая судьба неизвестна.